# ماتسودو، چیبا
ماتسودو، چیبا (به ژاپنی: 松戸市) از شهرهای استان چیبا ژاپن است که جمعیت آن در ۴۷۷٬۶۰۳ نفر (برآورد ۱ ژانویه ۲۰۰۸) بوده‌است.